# Інокентій Нерунович

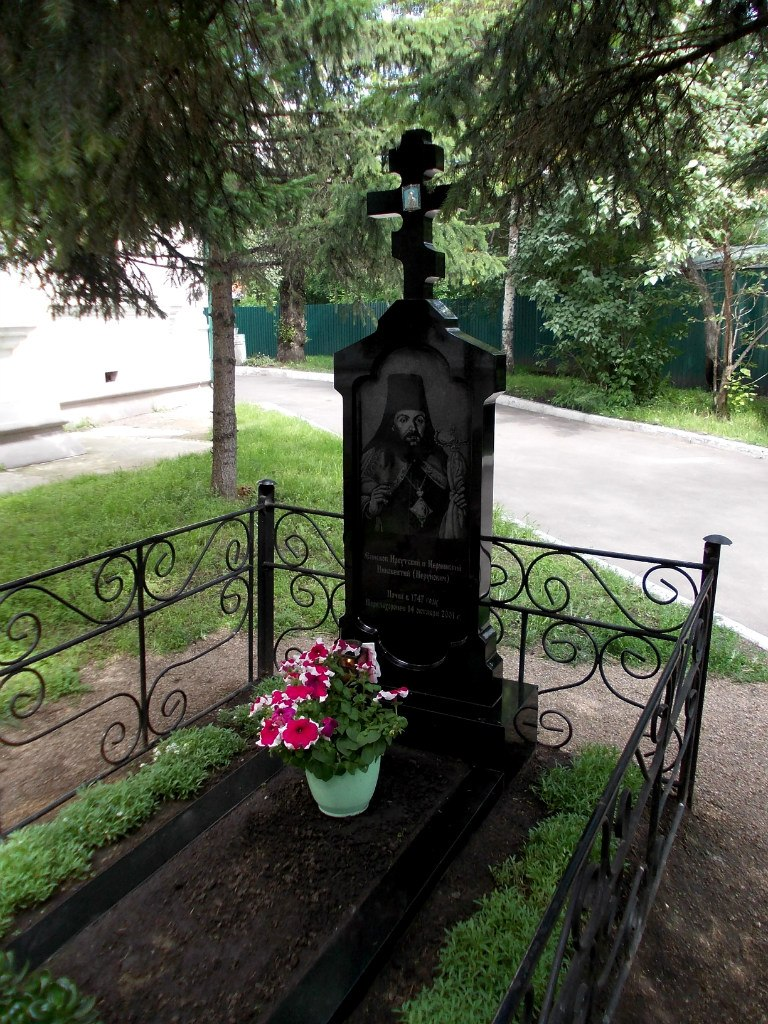
Могила Інокентія (Неруновича) в Іркутську

Єпископ Інокентій (світське ім'я — Іван Нерунович; *близько 1700, Київ — †1741, Іркутськ) — український релігійний діяч доби Гетьманщини, єпископ Іркутський і Нерчинський РПЦ. Історики православної церкви характеризують його, як «одного з найбільших місіонерів у Сибіру».

## Біографія
У 1721 році закінчив Києво-Могилянську академію. У Київському Братському монастирі прийняв чернечий постриг (1725) за рекомендацією ректора Києво-Могилянської академії Й. Волчанського, який характеризував його як «чесного і благоговійного, здатного як до професорської, так і до проповідницької діяльності».
У 1727/1728 навчальному році викладав у Києво-Могилянській академії курс поетики «Bicollis раrпаssus» («Двоколірний Парнас») (зберігався у бібліотеці Київського Михайлівського Золотоверхого монастиря, тепер в ІР НБУВ).
За указами Синоду (1727, 1728) його примусово емігрував до Московії, до Московської слов'яно-греко-латинської академії, де викладав риторику; з 1730 — професор філософії і префект академії.
З 1732 — єпископ Іркутський і Нерчинський. В Іркутську відновив школу, засновану раніше могилянцями, й залучив до викладання засланих до Сибіру П. Малиновського (1738) та Й. Максимовича (1740). Істориками православної церкви він характеризується як «один з найбільших місіонерів у Сибіру». Мав досить великий успіх, принаймні, ім'я його і по смерті вшановувалось сибірськими християнами, а його послідовники називали себе неруновцями. 
Саме йому, як викладачу класу поетики Києво-Могилянської академії, приписується знаменита київська шкільна драма, присвячена 80-річчю початку Національно-визвольної війни українського народу 1648–1658 років, де вперше виведено героїчний образ Богдана Хмельницького. Остаточного підтвердження ця версія не отримала, бо немає точних даних, коли Нерунович виїхав до Московії, але є в ній і частка істини, оскільки, за свідченням Я. Марковича, він складав діалоги і перебуваючи в Московській слов'яно-греко-латинській академії: «по обіді були в Спаському монастирі, де бачили діалог, що ставився, складений професором риторики Нероновичем».